# Acapetahua
Acapetahua est une municipalité du Chiapas, au Mexique. Elle couvre une superficie de 191,3 km2 et compte 28 380 habitants en 2015.